# Paracyathus procumbens
Espèce
Paracyathus procumbens est une espèce éteinte de coraux de la famille des Caryophylliidae.